# Sigfrid Karg-Elert
Sigfrid Karg-Elert (Oberndorf am Neckar, 21 novembre 1877 – Lipsia, 9 aprile 1933) è stato un compositore, docente e organista tedesco.

## Biografia
Raggiunse una certa popolarità agli inizi del XX secolo, soprattutto per le sue opere corali, i lieder, la musica orchestrale, le musiche per il pianoforte e le composizioni per l'organo e l'armonium.
Nato col nome di Siegfried Theodor Karg, studiò presso il Conservatorio di Lipsia, sotto la guida di Alfred Reisenauer, un allievo di Franz Liszt, e di Salomon Jadassohn e Carl Reinecke.
Nel 1901 divenne professore di pianoforte presso il Conservatorio di Magdeburgo e qui cambiò il suo nome in Sigfrid Karg-Elert riprendendo, in forma semplificata, il cognome della madre, Ehlert. In questi anni, su consiglio di Edvard Grieg si dedicò alla composizione, in particolare di lavori per il pianoforte. Nel 1904, tramite l'editore musicale Carl Simon, scoprì le possibilità espressive del cosiddetto "armonium d'arte": da questo momento in poi, la musica scritta per questo strumento diventerà parte preponderante del suo catalogo di opere, come pure del repertorio per Kunstharmonium. 
Nel 1919, diventò docente di teoria musicale e composizione nel Conservatorio di Lipsia, succedendo a Max Reger.
Mentre in Gran Bretagna e negli Stati Uniti le sue opere divenivano assai popolari, in Germania era osteggiato da gran parte della critica musicale e da compositori come lo stesso Reger. Negli anni Venti e Trenta, Karg-Elert si rivolge con crescente favore alla scena internazionale, anche a causa dell'ascesa in patria del nazionalsocialismo. Dal 5 al 17 maggio 1930 la Londoner Organ Music Society organizza a Londra un "Karg-Elert Festival": vengono presentati 10 diversi recital di organo in suo onore, ai quali egli presenzia come compositore ospite. Inoltre, nel 1932 egli viene invitato a tenere in qualità di organista una tournée di 22 concerti negli Stati Uniti: nonostante sia ammalato di diabete, egli decide di partire per presentare alcune delle sue ultime composizioni (come l'Introduzione, Passacaglia e Fuga sul nome B-A-C-H) a fianco di opere dei maestri antichi. Ma la tournée si rivela un fallimento: organista di limitate capacità tecniche, Karg-Elert si trova spaesato davanti ai complessi strumenti americani e finisce per deludere il pubblico ricevendo pessime recensioni dalla critica. Questo durissimo colpo ha conseguenze catastrofiche sul suo stato di salute.
Personaggio da sempre assai tormentato e singolare, egli muore l'anno successivo, ad appena 55 anni.
Dopo la sua morte, il nome del non-ebreo Karg-Elert venne incluso dai nazionalsocialisti nella prima edizione del noto "Lexikons der Juden in der Musik". Nonostante sua figlia fosse riuscita a farlo uscire da quella "lista nera" già nel 1936, le sue opere tuttavia non vennero più eseguite in Germania fino alla fine della Seconda Guerra Mondiale. Fu solo dagli anni '70 del Novecento che il valore della sua musica fu pienamente riconosciuto anche in patria.

## Linguaggio musicale
La personalità musicale di Karg-Elert fu influenzata principalmente dalla musica di Claude Debussy, Edvard Grieg, Aleksandr Nikolaevič Skrjabin e il primo Arnold Schönberg, oltre che dalla musica antica (in particolare l'eredità di Johann Sebastian Bach). Ma il suo stile diventa personale per le tinte tardoromantiche, impressioniste e espressioniste, e per il tono a volte intimo dei molti brani brevi di cui è composto il suo ricco catalogo di opere. Fu assai apprezzato da Alexandre Guilmant, dedicatario di molti suoi lavori, il quale ne scrisse: « Amo molto la musica di questo compositore, perché vi è della melodia, una scrittura eccellente e un sentimento poetico quale non si trova sempre nella musica per organo ».
Spiccano, nel suo catalogo, i lavori composti per armonium, in particolare per il Kunstharmonium (harmonium d'art) di Mustel, del quale egli seppe esplorare tutte le risorse espressive, con una fantasia eclettica sia per linguaggio sia per scelta di forme musicali. Spesso lo strumento viene utilizzato anche in brani di musica da camera, prevalentemente affiancato dal pianoforte, così come in molta musica francese coeva.
Karg-Elert lasciò anche alcune opere di carattere didattico e numerosi scritti di teoria musicale: proseguendo gli studi di Hugo Riemann sul modo maggiore e minore, scrisse importanti trattati sull'armonia funzionale. Il suo pensiero teorico venne continuato dai suoi allievi Fritz Reuter e Paul Schenck.

## Opere (scelta)

### Opere per organo
- 66 Choral-Improvisationen, op.65
- Trois Impressions, op.72
- Chaconne und Fugentrilogie mit Choral, op.73
- Sonatine a-Moll, op.74.
- 20 Präludien und Postludien, op.78
- 3 Symphonische Kanzonen per organo, op.85
- 10 Charakteristische Tonstücke, op.86
- Symphonischer Choral „Ach bleib mit deiner Gnade“, op.87, n.1
- Symphonischer Choral „Jesu meine Freude“, op.87, n.2
- Symphonischer Choral „Nun ruhen alle Wälder“, op.87, n.3
- 3 Pastelle, op.92
- Seven Pastels from the Lake of Constance, op.96
- Cathedral Windows, op.106
- Drei Impressionen, op.108
- Triptych, op.141
- Drei neue Impressionen, op.142
- Sinfonie fis-Moll, op.143
- Kaleidoskop, op.144
- Musik für Orgel, op.145
- Introduktion, Passacaglia und Fuge über B-A-C-H, op.150
- Acht kurze Stücke, op.154
- Rondo alla campanella, op.156

### Opere per armonium (Kunstharmonium)
- Passacaglia, op.25, 1903–5 (riveduta per organo come op.25b, 1905–7)
- 6 Skizzen, op.10, 1904
- Improvisation (Ostinato und Fughetta), op.34, 1905
- 5 Monologe, op.33, 1905 (n.4 arrangiato per org.)
- Partita, op.37, 1905 (nn.1, 3, 4 arrangiati per org., 1906–11)
- Phantasie and Fugue, op.39, 1905 (arr. per org., 1906)
- 5 Aquarellen, op.27, 1905, per org. o armonium - Kunstharmonium
- 8 Konzertstücke, op.26, 1905–6 (nn.1, 4, 6, 7 arr. per armonium, pf.) - Kunstharmonium
- Sonata n.1, op.36, 1905 (II movimento arr. per org.) - Kunstharmonium
- 3 Sonatinas, op.14, 1906 - Kunstharmonium
- Scènes Pittoresques, op.31, 1906, (nn.1 e 6 arr. per armonium e pf.) - Kunstharmonium
- Silhouetten, op.29, per armonium e pf., 1906
- Leichte Duos (T. v. Obendorff), woo 7, per armonium e pf., 1906 Kunstharmonium
- Poesien, op.35, per armonium e pf., 1907 - Kunstharmonium
- Renaissance, op.57, 1907 - Kunstharmonium
- 5 Miniaturen, op.9, 1908 - Kunstharmonium
- Sonata n.2, op.46, 1909–12 (II movimento arr. per org., 1911) - Kunstharmonium
- 2 Tondichtungen op. 70, 1910 - Kunstharmonium
- Intarsien, op.76, 1911 - Kunstharmonium
- Schule für Harmonium, op.99
- Portraits von „Palestrina bis Schönberg“, op.101, 1913–23
- Die hohe Schule des Ligatospiels, op.94, per armonium e pf., 1912
- Erste grundlegende Studien, op.93, 1913
- Gradus ad Parnassum, op.95, 1913–14
- 12 Impressionen, op.102, 1914
- Romantische Stücke (Impressionen aus dem Riesengebirge), op.103, 1914
- 7 Idyllen, op.104, 1914
- Tröstungen (8 religiöse Stimmungsbilder), op.47, 1918
- Innere Stimmen, op.58, 1918–19

### Opere per pianoforte
- Reisebilder. Eine Suite von acht Klavierstücken, op.7
- Drei Walzer-Caprigen, per pianoforte a 4 mani, op.16
- Aus dem Norden. Sechs lyrische Stücke, op.18
- Scandinavische Weisen. Sieben Vortragsstücke, op.28
- Walzerszenen, op.45
- Sonate n.1 fis-moll, op.50
- Patina. Zehn Miniaturen im Stile des XVIII. Jahrhunderts, op.64 [I]
- Drei Sonatinen, op.67
- Dekameron. Eine Suite (a-Moll) von zehn leichten, instruktiven Charakterskizzen, op.69
- Poëtische Bagatellen, op.77
- Sonate nr. 2, op.80 (perduta)
- Sonate (Patetica) n. 3 cis-Moll, op.105
- Partita (g-Moll), op.113
- Exotische Rhapsodie (Dschungel Impressionen), op.118
- Heidebilder. Zehn kleine Impressionen, op.128
- Mosaik. 29 kleine, instruktive Stücke, op.146

### Musica da camera
- 2 Stücke für Violine und Orgel, op.48b
- Trio für Oboe, Klarinette und Englischhorn, op.49/1
- Sonate für Violoncello und Klavier A-Dur, op.71
- Zehn Charakterstudien für zwei Violinen, op.90
- Sonate für Flöte und Klavier B-Dur, op.121
- Sonate für Klarinette solo, op.110
- Sonate für Klarinette (Viola) und Klavier H-Dur, op.139b
- 25 Capricen und Sonate fuer Saxophon solo, op.153
- Sinfonische Kanzone für Flöte und Klavier, op.11

### Musica vocale
- Die Grablegung Christi, op.84
- 2 Gesänge mit Orgel, op.98
- Requiem, op.109

### Opere didattiche
- Etüden-Schule für Oboe oder Englisch Horn, op.41

### Scritti e opere teoriche
- Edvard Grieg. Biographisch-kritische Skizze, in: Die Musik-Woche, 24 (1903), S. 226–229.
- Gustav Mahler. Kritisch-biographische Skizze, in: Die Musik-Woche, 31 (1903), S. 299f.
- Gottfried Grunewald. Eine kritische und biographische Skizze, in: Die Musik-Woche, 32 (1903), S. 306f.
- Christian Sinding. Biographie und Erläuterung seiner Werke, in: Die Musik-Woche, 36 und 37 (1903), S. 346–348 und 359-361.
- Theodor Kirchner. Ein Nekrolog, in: Die Musik-Woche, 38 (1903), S. 367–369.
- Sophie Menter. Biographische Skizze, in: Die Musik-Woche, 3 (1904), S. 18f.
- Dr. Eduard Lassen †. Ein Nekrolog, in: Die Musik-Woche, 4 (1904), S. 26–28.
- Hermann Kretzschmar. Eine biographische Skizze, in: Die Musik-Woche, 19 (1904), S. 146f.
- Felix von Weingartner als Dirigent und Komponist.Eine Skizze, in: Die Musik-Woche, 22 (1904), S. 170f.
- Freiherr E. N. von Rezniček, in: Die Musik-Woche, 27 und 28 (1904), S. 210f. und 218f.
- Das Harmonium und die Hausmusik, in: Zeitschrift für Instrumentenbau, (1906-07), Bd. 27, S. 929–931.
- Die Reform des modernen Druckwind-Harmoniums. Ein Dispositionsvorschlag. Anliegend eine Dispositionstabelle, in: Zeitschrift für Instrumentenbau, (1907-08), Bd. 28, Hefte 24-27, S. 800–802, 834-837, 873-874, 905-906.
- Bror Beckmann als Harmonium-Komponist, in: Das Harmonium, 7 (1909), S. 105–108.
- Die Solo- und kombinierte Percussion, in: Das Harmonium, 9/1-2 (1911), S. 5–7 und 22f.
- Die bewegliche Maus und Paul Harms, in: Zeitschrift für Instrumentenbau (1910/11), Band 31, Heft 29, S. 1107f
- Der neue Miniatur-Weltflügel von R. Siegel in Stade, in: Zeitschrift für Instrumentenbau, (1910-11), Bd. 31, Heft 26 , S. 964f.
- Die neue "Deutsche Harmoniumzungen-Fabrik" von Th. Mannborg in Pegau i. Sa., ein wichtiges deutsches Unternehmen, in: Zeitschrift für Instrumentenbau, (1911-12), Bd. 32, Heft 22, S. 822f.
- Die Grundlagen der Musiktheorie, Leipzig [1920/1921].
- Orgel und Harmonium. Eine Skizze, in: Musik-Taschenbuch für den täglichen Gebrauch (Edition Steingräber Nr. 60), Leipzig o. J. [ca. 1920/1925], S. 275–301.
- Wie ich zum Harmonium kam, in: Der Harmoniumfreund, I/1 (1927), S. 4f.
- Konservatorium und Musikerziehung, in: Deutsche Tonkünstler-Zeitung, 27/5 (1929), S. 433–436.
- Akustische Ton-, Klang- und Funktionsbestimmung, Leipzig [1930].
- Polaristische Klang- und Tonalitätslehre (Harmonologik), Leipzig 1931.

## Documento sonoro
Esiste un unico documento sonoro di Karg-Elert esecutore al Kunstharmonium: il compositore suona una sua trascrizione della "Processione solenne di Elsa verso la cattedrale" dal Lohengrin (opera) di Richard Wagner; la registrazione, effettuata nel 1914 dalla Polyphon Nr. 15 452 (Matr. 26 087), può essere ascoltata su YouTube.